# تجسيد الكونت دراكولا في الثقافات الشعبية

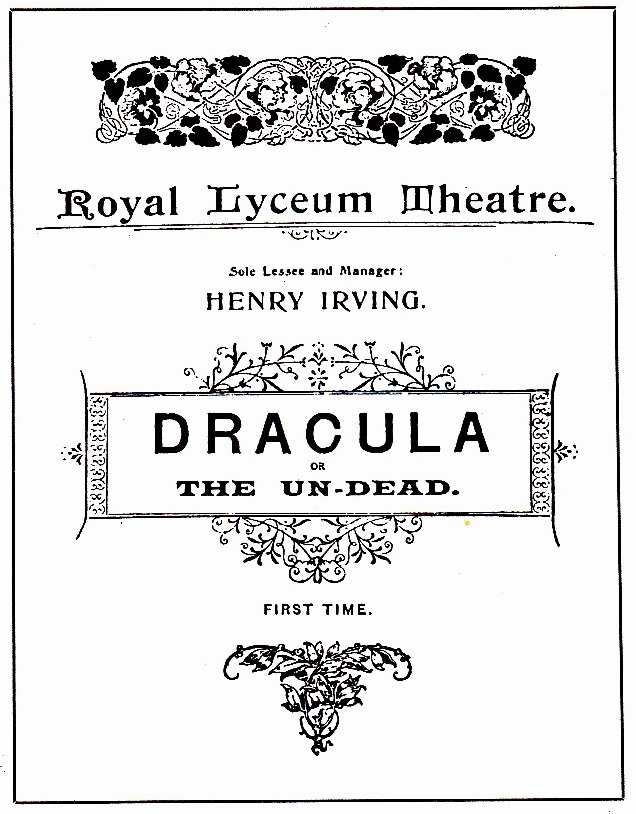
ملصق لأجل إنتاج مسرح ليسيوم 1897 لمسرحية برام ستوكر دراكولا، المسماة أيضا الذي لا يموت

ظلت شخصية الكونت دراكولا من رواية دراكولا لعام 1897 للكاتب برام ستوكر شائعة على مر السنين، وتبنتها العديد من وسائط النشر الشخصية بأشكال مختلفة. أعلن المؤلفان جون ايدجر برونينك وكارولاين جون في كتابهما عن دراكولا في وسائط النشر البصرية أنه لم توجد أي شخصية مرعبة أو مصاص دماء قد ضاهت الكونت دراكولا. معظم التغييرات في شخصية دراكولا في الأفلام والقصص المصورة والمسلسلات التلفزيونية والأفلام الوثائقية غالبًا تقصي شخصية دراكولا كما جرى تجسيدها في الفيلم مع اقتباس طفيف لشخصيته الأصلية في رواية ستوكر. يتضمن ذلك اقتباس مظهر الكونت دراكولا في كل من سلسلة دراكولا وهامر من يونيفرسال، متضمنةً ملابس الشخصيات والسلوكيات والسمات الجسدية، مثل قصات الشعر، ودوافعه، مثل الرغبة في أن يكون قريبًا من وطنه وبعيدًا عن أوروبا.

## تجسيده في الإخراج المسرحي

### المسرحيات الدرامية
قدم المنتج البريطاني هاميلتون دين أول عرض مسرحي لقصة دراكولا في عام 1924 في المسرح الكبير الواقع في ديربي بإنجلترا. كانت هذه المسرحية نسخة معاصرة لقصة ستوكر. أدى نجاح المسرحية إلى قيام دين بجولة على مدى السنوات الثلاث المقبلة. افتتحت المسرحية في المسرح الصغير بلندن في 14 فبراير 1927، حيث بيعت التذاكر جيدًا في حين لم يشد بها النقاد بنحو حسن. اشترى المنتج الأمريكي هوراس ليفرايت حقوق الملكية للمسرحية بعد مشاهدته العرض في لندن، للقيام بعرض برودواي ووظف جون إل. بالديرستون لتغيير نص الكاتب دين بما يناسب الطباع الأمريكية.  تضمنت نسخة البرودواي ممثلين ألحقوا لاحقًا بالفيلم الخاص بشركة يونيفرسال، ومنهم بيلا لوغوسي في دور دراكولا وإدوارد فان سلون في دور البروفيسور فان هيلسينج وهربرت بونستون في دور الدكتور سيوارد. افتتحت نسخة البرودواي لدراكولا في مسرح فولتون في نيويورك في 5 أكتوبر عام 1927، حيث عرضت 265 عرضًا، واختتمت أخيرًا في نيويورك في مايو عام 1928. وصف جاري دون رودس المسرحية بأنها «عاصفة اجتاحت أمريكا»، وهذا تصريح مدعوم بمقال نشر عام 1930 في جريدة شيكاغو تريبيون يزعم أن المسرحية كانت تدور في جميع أنحاء البلاد منذ رواجها الأول قبل موسمين أو ثلاثة مواسم، مما أدى إلى جذب الأموال إلى شباك التذاكر الذي فقد الأمل في الأعمال الدرامية، ومن مسرحيات الذعر والقشعريرة في السنوات الخمس الماضية، لكن هذه المسرحية  تصدرت القائمة بسهولة.
اشترت أو. دي. وودوارد حقوق عرض دراكولا في الساحل الغربي، وافتتحت المسرحية في مسرح بيلتمور في لوس أنجلوس في 25 يونيو عام1928. أنجزت المسرحية في الأصل تحت عقد مدة أربعة أسابيع، لكنها أثبتت شعبيتها لدرجة أنه جرى تأجيلها، واختتمت في 18 أغسطس1928. استمر عرض المسرحية في بلدان أخرى في عام 1929 مثل أستراليا. عاد لوغوسي إلى التمثيل في المسرحية عام 1933 بعد ظهوره في فيلم دراكولا (1931) وعاد مرة أخرى إلى المسرحية عام 1941 في جولة لمدة عامين، ومرة أخرى في وقت لاحق في عام 1947. أحيت المسرحية بوساطة ليو شول الملقب بعبقري التجسيد، وتم افتتاح عرضه في ديسمبر 1942 ويضم دراكولا ذو شارب مثل فرشاة الأسنان. . اعتلى جون كارادين المسرح بشخصية دراكولا في أوائل الخمسينيات من القرن الماضي. عندما عرضت المسرحية في ديترويت، وقعت عدة حوادث على خشبة المسرح مما دفع الجمهور إلى الضحك عليهم فيم كان من المفترض أن تكون لحظات مخيفة. تولى فرانك لانجيلا دور الكونت دراكولا بداية من 7 أغسطس 1967، وهو تبنٍ للمسرحية علق عليه ويليام جيبسون، مخرج بيركشاير، بأنه «أسوأ مسرحية في الموسم».
وصف بروس سيفلي تبني دين بالدرستن لدراكولا بأنه «نسخة مشابهة للأداء الذي يعرض كل عام منذ ظهوره أول مرة». من التغييرات التي أجريت على شخصية الكونت دراكولا في العروض هي تقديم شخصيته في محاكاة ساخرة، مثل الأنياب، ولم تعد مثلما كانت في عام1969 ، وأنا آسف، الجسر منقطع، سيتعين عليك قضاء الليلة هنا في عام1970. كانت المسرحيات الأخرى مثل سبت دراكولا عام 1970  تجسيدًا للكتلة سوداء وتتميز بمشاهد العري ومحاكاة أفعال جنسية. بمناسبة الذكرى الخمسين للمسرحية في أمريكا، تم تطوير نسخة أخرى مع لانجيلا بوصفه ممثلًا رئيسيًا. في الكشف عن النسخة المطورة من المسرحية، جرت الإشادة بموقع المسرح المصمم من قبل إدوارد جوري وأداء لانجيلا الذي وصفه سيلفي بأنه «استعاد لمصاص الدماء قيمته بعد عقد من البهرجة الزائدة والمحاكاة الساخرة. من طريق تقديم دراكولا بكياسة وكرامة وجرعة مثالية من الجاذبية الجنسية». بيعت تذاكر هذا العرض في الأسبوعين الأولين من تاريخها مما أدى إلى تسويق المسرحية بورق جدران يحمل نقش المسرح المصمم من قبل جوري ومسرح ألعاب وأزياء قصيرة العمر لرجال يرتدون عباءات في مانهاتن.  صرح سيلفي أنه بعد انتهاء السبعينيات، استمر «انفجار» مسرحيات مصاصي الدماء في العقود التالية. استمرت مسرحيات دراكولا الأخرى خلال الثمانينيات حتى القرن الحادي والعشرين في شيكاغو ونيويورك مع العديد من التغييرات لنسخة دين بالدرستن، وتطوير قصص جديدة أو محاكاة ساخرة التي تضم ممثلين مثل راؤول جوليا ودانييل داي لويس ومارتن لانداو وهم يلعبون دور الكونت دراكولا.